# 江起鵬 (明朝)
江起鵬（1557年—1605年），字羽健，號蓮雲、中臺，直隸徽州府婺源縣人。明朝政治人物。

## 生平
萬曆十年（1582年）壬午科一百十四名舉人，萬曆二十三年（1595年）乙未科會試第一百八十七名，三甲九十六名進士，刑部觀政，本年八月初授直隸永平府永宁县知县，創義學，置社師，申保甲，盗贼遠屏，習俗一變。二十五年調浙江餘姚縣知縣，二十九年三月晉南工部营缮司主事，條陳十事，三十年管宝源局，掌钱法，疏言利弊七事，三十一年轉禮部，次年升郎中，卒于官。

## 家族
曾祖江玄钊。祖江洧。父江子郁。母吴氏。兄雲濟。弟起鸿、起鷴。子可观、可懷、可思、可容、可元。